# Markus Näslund
Temple de la renommée du hockey suédois : 2014
Markus Näslund (né le 30 juillet 1973 à Örnsköldsvik en Suède) est un joueur professionnel suédois de hockey sur glace. Il évoluait au poste d'ailier gauche.

## Biographie

### MoDo Hockey

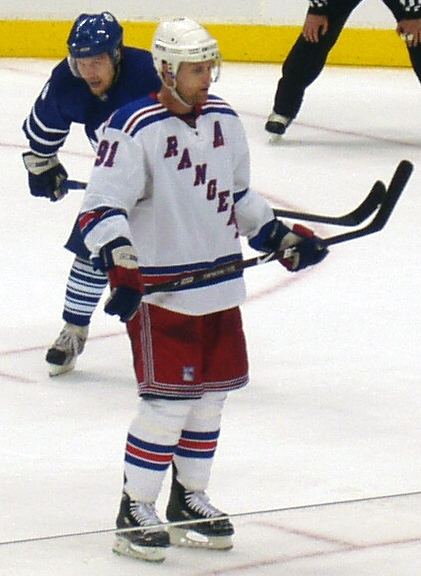
Näslund sous les couleurs des Rangers de New York en 2008-2009.

Näslund commence sa carrière avec l'équipe du MODO Hockey du championnat de Suède, l'Elitserien, puis signe avec les Penguins de Pittsburgh, équipe l'ayant choisi en 16e position lors du premier tour du repêchage d'entrée dans la LNH 1991.

### Penguins de Pittsburgh
Il débute avec les Penguins lors de la saison 1993-1994. Il réalise 52 points (19 buts et 33 aides) en 66 matchs avec les Penguins au cours de la saison 1995-1996 avant d'être échangé.

### Canucks de Vancouver
Il est échangé le 20 mars 1996 aux Canucks de Vancouver en retour d'Alek Stojanov. Avec le recul, cet échange est considéré comme un des pires de l'histoire de la LNH, puisque Näslund parviendra à faire sa place avec les Canucks en devenant un des meilleurs joueurs de l'équipe alors que Stojanov n'aura joué que 45 matchs pour 6 points (2 buts et 4 aides) avec les Penguins avant de terminer sa carrière dans les ligues mineures,,.
Après avoir joué deux saisons inférieures (41 puis 34 points) à celle de sa dernière année à Pittsburgh, il parvient à éclore avec les Canucks lors de la saison 1998-1999 en réalisant 66 points. Lors de cette même saison, il joue pour la première fois de sa carrière le Match des étoiles de la LNH. Il en jouera quatre autres au cours de sa carrière (2001, 2002, 2003, 2004).
Avant le début de la saison 2000-2001, il est nommé capitaine des Canucks à la suite du départ de Mark Messier. Il continue à progresser offensivement et marque au cours de la saison 41 buts et 75 points en 72 parties. Une blessure au genou subie en fin de la saison le fait toutefois manquer le restant de la saison ainsi que les séries éliminatoires, alors perdus au premier tour contre l'Avalanche du Colorado. Malgré cette blessure, il est récompensé au sein du hockey suédois en remportant le premier Trophée viking, remis annuellement au meilleur joueur suédois de la LNH.
La saison suivante, il continue encore à progresser et réalise 90 points pour 40 buts. Cette saison marque les débuts du trio composé de Näslund, Todd Bertuzzi et Brendan Morrison, le trio étant surnommé la « West Coast Express », en référence à une ligne de transport ferroviaire de Vancouver.
Il réalise sa meilleure saison en carrière en 2002-2003, alors qu'il réalise 104 points pour 48 buts et 56 aides et termine deuxième dans la ligue au niveau des buts et des points. À la fin de la saison, il est mis en niveau par la LNH en remportant le trophée Lester-B.-Pearson, remis au meilleur joueur de la ligue selon ses pairs. Il a été mis en nomination pour le trophée Hart, remis par les journalistes de hockey au meilleur joueur, mais est décerné à son compatriote suédois Peter Forsberg.
Lors de la saison 2004-2005 annulée en raison d'un lock-out, Näslund décide de jouer dans son pays en jouant pour le MODO. En jouant aux côtés de ses coéquipiers avec les Canucks, les jumeaux Henrik et Daniel Sedin, ainsi que Forsberg, il joue 17 parties pour 13 points.

### Rangers de New York
Après avoir joué trois autres saisons avec les Canucks, le 3 juillet 2008, il signe un contrat de deux ans d'une valeur estimée à 8 millions de dollars avec les Rangers de New York. Il joue tous les matchs de son équipe au cours de la saison 2008-2009 et termine la saison en tant que meilleur buteur des Rangers avec 24 buts. Le 4 mai 2009, alors qu'il lui reste encore une année de contrat avec les Rangers, il annonce officiellement qu'il prend sa retraite. Il aura réalisé au cours de sa carrière 869 points pour 395 buts et 474 aides, le tout en 1 117 matchs.
Le 17 novembre 2009, il décide de rechausser les patins en compagnie de Peter Forsberg pour prêter main-forte au MODO hockey. L'équipe ne se qualifie pas pour les séries éliminatoires et Näslund met définitivement un terme à sa carrière.
Le 11 décembre 2010, le numéro 19 que portait Näslund est retiré par les Canucks, à l'occasion d'un match joué contre le Lightning de Tampa Bay. Il devient le troisième joueur des Canucks à avoir cet honneur après Stan Smyl et Trevor Linden.

### Carrière internationale
Avec l'équipe de Suède, il a remporté la médaille d'argent lors du championnat du monde de 1993 et la médaille de bronze lors des championnats du monde de 1999 et de 2002.

## Statistiques

### Statistiques en club
| Saison     | Équipe                   | Ligue         |       | Saison régulière | Saison régulière | Saison régulière | Saison régulière | Saison régulière |    | Séries éliminatoires | Séries éliminatoires | Séries éliminatoires | Séries éliminatoires | Séries éliminatoires |
| Saison     | Équipe                   | Ligue         | PJ    | B                | A                | Pts              | Pun              | PJ               | B  | A                    | Pts                  | Pun                  |                      |                      |
| 1988-1989  | Örnsköldsviks SK         | Division 2    | 14    | 7                | 6                | 13               |                  | -                | -  | -                    | -                    | -                    |                      |                      |
| 1989-1990  | MODO hockey              | Division 1    | 2     | 1                | 1                | 2                | 0                | 5                | 0  | 0                    | 0                    | 0                    |                      |                      |
| 1990-1991  | MODO hockey              | Elitserien    | 32    | 10               | 9                | 19               | 14               | -                | -  | -                    | -                    | -                    |                      |                      |
| 1990-1991  | MODO hockey              | J20 SuperElit |       |                  |                  |                  |                  |                  |    |                      |                      |                      |                      |                      |
| 1991-1992  | MODO hockey              | J20 SuperElit |       |                  |                  |                  |                  |                  |    |                      |                      |                      |                      |                      |
| 1991-1992  | MODO hockey              | Elitserien    | 39    | 22               | 18               | 40               | 54               | -                | -  | -                    | -                    | -                    |                      |                      |
| 1992-1993  | MODO hockey              | Suède junior  | 2     | 4                | 1                | 5                | 2                | -                | -  | -                    | -                    | -                    |                      |                      |
| 1992-1993  | MODO hockey              | Elitserien    | 39    | 22               | 17               | 39               | 62               | 3                | 3  | 2                    | 5                    | 0                    |                      |                      |
| 1993-1994  | Lumberjacks de Cleveland | LIH           | 5     | 1                | 6                | 7                | 4                | -                | -  | -                    | -                    | -                    |                      |                      |
| 1993-1994  | Penguins de Pittsburgh   | LNH           | 71    | 4                | 7                | 11               | 27               | -                | -  | -                    | -                    | -                    |                      |                      |
| 1994-1995  | Lumberjacks de Cleveland | LIH           | 7     | 3                | 4                | 7                | 6                | 4                | 1  | 3                    | 4                    | 8                    |                      |                      |
| 1994-1995  | Penguins de Pittsburgh   | LNH           | 14    | 2                | 2                | 4                | 2                | -                | -  | -                    | -                    | -                    |                      |                      |
| 1995-1996  | Penguins de Pittsburgh   | LNH           | 66    | 19               | 33               | 52               | 36               | -                | -  | -                    | -                    | -                    |                      |                      |
| 1995-1996  | Canucks de Vancouver     | LNH           | 10    | 3                | 0                | 3                | 6                | 6                | 1  | 2                    | 3                    | 9                    |                      |                      |
| 1996-1997  | Canucks de Vancouver     | LNH           | 78    | 21               | 20               | 41               | 30               | -                | -  | -                    | -                    | -                    |                      |                      |
| 1997-1998  | Canucks de Vancouver     | LNH           | 76    | 14               | 20               | 34               | 56               | -                | -  | -                    | -                    | -                    |                      |                      |
| 1998-1999  | Canucks de Vancouver     | LNH           | 80    | 36               | 30               | 66               | 74               | -                | -  | -                    | -                    | -                    |                      |                      |
| 1999-2000  | Canucks de Vancouver     | LNH           | 82    | 27               | 38               | 65               | 64               | -                | -  | -                    | -                    | -                    |                      |                      |
| 2000-2001  | Canucks de Vancouver     | LNH           | 72    | 41               | 34               | 75               | 58               | -                | -  | -                    | -                    | -                    |                      |                      |
| 2001-2002  | Canucks de Vancouver     | LNH           | 81    | 40               | 50               | 90               | 50               | 6                | 1  | 1                    | 2                    | 2                    |                      |                      |
| 2002-2003  | Canucks de Vancouver     | LNH           | 82    | 48               | 56               | 104              | 52               | 14               | 5  | 9                    | 14                   | 18                   |                      |                      |
| 2003-2004  | Canucks de Vancouver     | LNH           | 78    | 35               | 49               | 84               | 58               | 7                | 2  | 7                    | 9                    | 2                    |                      |                      |
| 2004-2005  | MODO hockey              | Elitserien    | 13    | 8                | 9                | 17               | 8                | 6                | 0  | 1                    | 1                    | 10                   |                      |                      |
| 2005-2006  | Canucks de Vancouver     | LNH           | 81    | 32               | 47               | 79               | 66               | -                | -  | -                    | -                    | -                    |                      |                      |
| 2006-2007  | Canucks de Vancouver     | LNH           | 82    | 24               | 36               | 60               | 54               | -                | -  | -                    | -                    | -                    |                      |                      |
| 2007-2008  | Canucks de Vancouver     | LNH           | 82    | 25               | 30               | 55               | 46               | -                | -  | -                    | -                    | -                    |                      |                      |
| 2008-2009  | Rangers de New York      | LNH           | 82    | 24               | 22               | 46               | 57               | 7                | 1  | 2                    | 3                    | 10                   |                      |                      |
| 2009-2010  | MODO Hockey              | Elitserien    | 29    | 10               | 19               | 29               | 20               | -                | -  | -                    | -                    | -                    |                      |                      |
| Totaux LNH | Totaux LNH               | Totaux LNH    | 1 117 | 395              | 474              | 869              | 736              | 52               | 14 | 22                   | 36                   | 56                   |                      |                      |

### Statistiques en équipe nationale
| Année | Équipe        | Compétition                 |    | PJ | B  | A  | Pts | Pun                         |  | Résultat |
| 1990  | Suède -18 ans | Championnat d'Europe junior | 6  | 0  | 0  | 0  | 2   | Médaille d'or               |  |          |
| 1991  | Suède -18 ans | Championnat d'Europe junior | 6  | 14 | 2  | 16 | 14  | Quatrième place             |  |          |
| 1992  | Suède junior  | Championnat du monde junior | 7  | 8  | 2  | 10 | 12  | Médaille d'argent           |  |          |
| 1993  | Suède junior  | Championnat du monde junior | 7  | 13 | 11 | 24 | 33  | Médaille d'argent           |  |          |
| 1993  | Suède         | Championnat du monde        | 8  | 1  | 1  | 2  | 14  | Médaille d'argent           |  |          |
| 1996  | Suède         | Championnat du monde        | 1  | 0  | 0  | 0  | 0   | Sixième place               |  |          |
| 1996  | Suède         | Coupe du monde              | 1  | 0  | 0  | 0  | 2   | Éliminés en demi-finale     |  |          |
| 1999  | Suède         | Championnat du monde        | 10 | 6  | 4  | 10 | 16  | Médaille de bronze          |  |          |
| 2002  | Suède         | Jeux olympiques             | 4  | 2  | 1  | 3  | 0   | Cinquième place             |  |          |
| 2002  | Suède         | Championnat du monde        | 3  | 1  | 2  | 3  | 0   | Médaille de bronze          |  |          |
| 2004  | Suède         | Coupe du monde              | 4  | 0  | 3  | 3  | 0   | Éliminés en quart de finale |  |          |